# NGC 6752
NGC 6752 (také známá jako Caldwell 93) je kulová hvězdokupa vzdálená 13 000 světelných let v souhvězdí Páva o hodnotě magnitudy 5,3. Objevil ji skotský astronom James Dunlop 28. července 1826
při svém pobytu v Parramatta v Novém Jižním Walesu v Austrálii. Na obloze se nachází v severní části souhvězdí, 3 stupně severovýchodně od hvězdy λ Pav s magnitudou 4,2 a při své magnitudě 5,3 je za dobrých podmínek bez světelného znečištění viditelná pouhým okem.
Při pohledu triedrem pokrývá oblast tří čtvrtin průměru Měsíce v úplňku. 

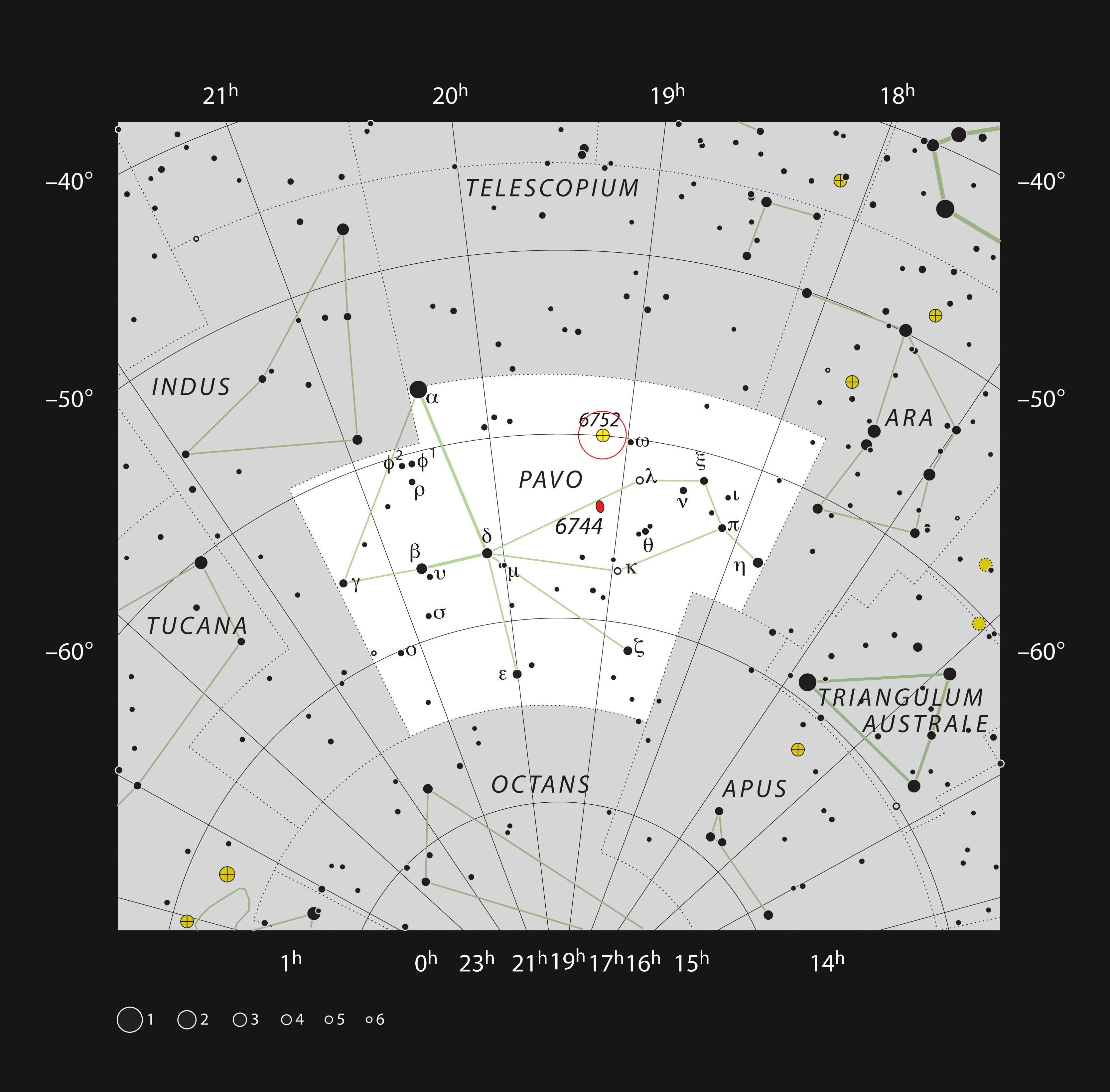
Poloha NGC 6752 v souhvězdí Páva

NGC 6752 je čtvrtou nejjasnější kulovou hvězdokupou, jasnější jsou pouze Omega Centauri, 47 Tucanae a M22. Patří mezi ke Slunci nejbližší kulové hvězdokupy a její vzdálenost od galaktického jádra je 17 000 světelných let. Její odhadované stáří je 11,78 miliard let
a hmotnost 1,4 × 105 {\displaystyle M_{\odot }}
James Dunlop ji při objevu popsal jako nepravidelnou jasnou mlhovinu, ve které se dá rozeznat kupa mnoha hvězd, u středu velmi stlačených.
Ve středu hvězdokupy je 1,3 světelného roku široká oblast jádra hustě obsazená hvězdami, která dosvědčuje, že ve hvězdokupě došlo ke zhroucení jádra. Hvězdokupa obsahuje mnoho dvojhvězd a také modré opozdilce, kteří vznikli nejspíš srážkami a spojováním menších hvězd. Hvězdokupa obsahuje kolem 100 000 hvězd v kouli o průměru 100 světelných let.
Rentgenová observatoř Chandra v jádru hvězdokupy objevila šest zdrojů rentgenového záření.